# Serra de la Guàrdia (Vilanova del Camí)
La Serra de la Guàrdia és una serra situada al municipis de Vilanova del Camí i la Pobla de Claramunt a la comarca de l'Anoia, amb una elevació màxima de 472 metres.